# La muerte insiste
Feliz año mamаrrаchаs La muerte insiste es una película venezolana de 1984 perteneciente al género de cine policíaco, la cual fue escrita y dirigida por el cineasta Javier Blanco, siendo éste su primer largometraje.

## Argumento
Octavio Izaga (Gustavo Rodríguez), prestigioso abogado, de mediana edad, soltero y sin hijos, descendiente de una prospera familia zuliana, es el blanco de amenazantes anónimos acompañados con fallidos intentos de asesinarlo, donde pierde la vida accidentalmente Miguel Suárez (Ramón Torrealba) uno de sus asistentes. El notario de la familia Eladio Chirinos (Francisco Ferrari), reside en Maracaibo. Es padre de Bella (Margaret Berlit), y de Sofía (Cristina Reyes). Se presenta en Caracas para encargarse del sepelio de Miguel Suárez, novio de su hija mayor Bella. Terminadas las exequias fúnebres, regresa a Maracaibo.
Octavio decide llevar a cabo una investigación privada sobre sus herederos. Encomienda a su secretaria Helena del Valle (Loly Sánchez), investigar al primo Jorge Romero (Gadea Pérez), director de una Inmobiliaria caraqueña.
Y le encarga al asistente Roberto Durán (Carlos Mata), viajar a Maracaibo para investigar a Humberto Romelli (Héctor Myerston), esposo de su prima Claudia Ramírez (Asunción Blanco).
Durán descubre que Romelli, hombre de dudosa reputación, es chantajeado por un fotógrafo callejero. Duran recupera la instantánea y es golpeado salvajemente.
En Caracas, Helena no encuentra nada incriminatorio contra Jorge Romero.
Octavio viaja a Maracaibo al conocer la gravedad de Duran, este le dice que logró enviarla a Caracas antes del asalto. Por ser domingo, Octavio llama a Helena a su casa para que de inmediato recoja el sobre con la foto.
Helena en el bufete es acosada por un hombre que le exige la fotografía, la oportuna intervención de Jorge Romero desencadena una pelea en la oscuridad. El asaltante huye.
Duran, durante su convalecencia es visitado por Sofía, joven desprejuiciada de quien termina enamorado.
Octavio a su regreso a Caracas es herido desde un carro en fuga. Tras una trepidante persecución policial por la ciudad, el asaltante termina estrellándose. Su ocupante; Romelli, fallece.
Duran en el hospital se declara a Sofía. Ella lo rechaza y revela una acción de su pasado: atormentada por la culpa, se la confiesa a su hermana Bella, quien toma su automóvil sufriendo un fatal accidente.
El inspector (Enrique Alzugaray) ofrece sus conclusiones a Octavio sobre el caso; aunque sin pruebas determinantes, todo apunta hacia Romelli como culpable pues tras su muerte cesan anónimos y atentados.
Un lamentable error provocará el suicidio del notario Chirinos.
Nunca descubrirán al responsable y su objetivo.
Un crimen perfecto que solo el destino se ocupará de vengar..

## Reparto
- Gustavo Rodríguez †- Octavio Izaga Romero
- Loly Sánchez - Helena Del Valle
- Carlos Mata - Roberto Durán
- Cristina Reyes - Sofía Chirinos
- Francisco Ferrari †- Notario Eladio Chirinos †
- Héctor Myerston †- Humberto Romelli †
- Enrique Alzugaray †- Inspector
- Eduardo Gadea Pérez - Jorge Romero †
- Amalia Pérez Díaz - Enfermera de Nicolás
- Guillermo Cárdenas - Darwin
- Ramón Torrealba - Miguel Suárez †
- Margaret Berlit - Bella Chirinos †
- Luis Navarro - Fotógrafo chantajista
- Pablo Marrero - Nicolás Ramírez Jr. †, hermano de Claudia
- Asunción Blanco - Claudia Ramírez prima de Octavio
- Josefina Cammarata - Secretaria de Jorge Romero
- Sósimo Hernández - "dedos largos"
- Carol Alemán - Sofía de niña
- Marjorie Alemán - Bella de adolescente
- Julián Larrea - Médico del hospital en Maracaibo
- Julián Larrea Jr - Amigo de Sofía en la discoteca
- Cristóbal Medina - Matón de Romelli
- Paco Gisbert - Sacerdote en el sepelio de Miguel
- Carlos González - Sacerdote en el sepelio de Nicolás
- Wendy Hawkinson - Cantante en el bar
- Nelson Bocaranda - Periodista televisivo
- Grisca Olguín - Juez entrevistado en TV
- Ezequiel Suárez Avendaño † - Locutor del noticiero de TV
- Olga Hauser - Esposa de Jorge Romero
- Marylin Sánchez - Modelo en la piscina
- Ana María Ramírez - Periodista televisiva
- Luis Rojas - Transeúnte en la calle
- Guillermo Uribe - Transeúnte en la calle
- Omar Gudiño - Agente en la explosión del auto
- Eladio Uzcátegui - Mesonero en el café
- Reinaldo García - Testigo del ataque a Roberto
- Rómulo Espinoza - Policía en Maracaibo
- Santiago Marrero - Santiago, mensajero del bufete de Octavio
- Víctor Herrera - Agente en el accidente de Humberto
- Teodulfo Rojas - Camionero que atropella a Nicolás
- Jerán Herrera - Asistente de Jorge Romero
- Alberto Mentrasti - Amigo de Sofía en la discoteca
- Alexandra Rodríguez - Paramédico (no aparece en los créditos)
- Antonio Jota - Locutor radial
- Grupo Autana - Interpreta el tema “Teresa”
- Raúl Xiqués - Voz de Darwin
- Edgardo Martínez - Voz de Miguel
- Saúl Martínez - Voz de las cartas anónimas
- Mari Carmen Ruesca - Voz de Bella
- César Tena - Voz de "dedos largos"
- Graziano Giaquinto - Voz del Agente

## Premios y nominaciones
Premio especial del público como Mejor Película del III Festival del Cine Nacional en Mérida, Venezuela (1984).

## Notas de la Producción

Loly Sánchez en el papel de Helena. (Foto Nelson Garrido)

La estrecha colaboración de Doña Amalia Pérez Díaz. (Foto Nelson Garrido)